# Спетару (Олт)
Спетару (рум. Spătaru) — село у повіті Олт в Румунії. Входить до складу комуни Кунгря.
Село розташоване на відстані 136 км на захід від Бухареста, 30 км на північ від Слатіни, 63 км на північний схід від Крайови, 142 км на південний захід від Брашова.

## Населення
За даними перепису населення 2002 року у селі проживали 435 осіб, з них 434 особи (99,8%) румунів. Рідною мовою 434 особи (99,8%) назвали румунську. 